# Kim Kyung-mook
Kim Kyung-mook  (en hangul, 김경묵; en hanja, 金慶默; romanización revisada, Gim Gyeongmuk), nacido el 19 de febrero de 1965) ) es un jugador de tenis de mesa surcoreano.

## Carrera
Ha ganado medallas en todos los Juegos Paralímpicos desde 1992 hasta 2016, con un total de cuatro medallas de oro, tres de plata y seis de bronce.
Sufrió una lesión en la columna mientras escalaba en 1985.  Comenzó a jugar tenis de mesa en 1988.  